# تپه ده‌سواران ۱۰
تپه ده سواران ۱۰ مربوط به دوران پارینه‌سنگی جدید است و در شهرستان کرمانشاه، بخش مرکزی، دهستان قره سو، ۱/۸ کیلومتری جنوب روستای ده سواران، ۱/۸ کیلومتری شمال روستای عمه واقع شده و این اثر در تاریخ ۱۸ اسفند ۱۳۸۷ با شمارهٔ ثبت ۲۴۸۹۱ به‌عنوان یکی از آثار ملی ایران به ثبت رسیده است.